# Allemans-du-Dropt
Allemans-du-Dropt (okzitanisch Alamans de Dròt) ist ein Ort und eine aus mehreren Weilern und Einzelgehöften bestehende südfranzösische Gemeinde mit 486 Einwohnern (Stand: 1. Januar 2022) im Département Lot-et-Garonne in der Region Nouvelle-Aquitaine.

## Lage
Der Ort Allemans-du-Dropt liegt auf dem Südufer des Dropt im Agenais etwa 67 Kilometer nordwestlich von Agen und gut 22 Kilometer nordöstlich von Marmande in einer Höhe von circa 40 m ü. d. M. Das Klima ist gemäßigt und wird in hohem Maße vom Atlantik beeinflusst; Regen fällt verteilt übers ganze Jahr.

## Wappen
Wappenbeschreibung: In Rot eine gebundene goldene Getreidegarbe von drei goldenen Sporenrädlein (2;1) begleitet.

## Bevölkerungsentwicklung
| Jahr      | 1800 | 1851 | 1901 | 1954 | 1999 | 2018 |
| Einwohner | 491  | 706  | 692  | 560  | 447  | 490  |

Die Reblauskrise im Weinbau und der Verlust von Arbeitsplätzen durch die Mechanisierung der Landwirtschaft haben in der ersten Hälfte des 20. Jahrhunderts zu einem kontinuierlichen Bevölkerungsrückgang geführt, der erst in den letzten Jahren zum Stillstand gekommen ist.

## Wirtschaft
Die Bewohner der Gemeinde lebten jahrhundertelang als Selbstversorger von den Erträgen ihrer Felder und Gärten; daneben wurden auch Viehzucht und Weinbau betrieben. Im Ort selbst siedelten Handwerker, Kleinhändler und Dienstleister. Seit den 1960er Jahren werden einige der leerstehenden Häuser, aber auch Neubauten, als Ferienwohnungen (gîtes) genutzt.

## Geschichte
Der Ortsname wird gemeinhin auf den germanischen Volksstamm der Alemannen zurückgeführt, der im 4./5. Jahrhundert die Region okkupierte.
Nach der Eheschließung zwischen Eleonore von Aquitanien und Heinrich Plantagenet (1152) gehörte das Gebiet zum Angevinischen Reich, blieb aber auch während des Hundertjährigen Krieges (1337–1453) zwischen England und Frankreich umstritten, und wurde von den Wirren der Hugenottenkriege (1562–1598) und der Bauernaufstände (Jacquerien) nicht verschont.

## Sehenswürdigkeiten

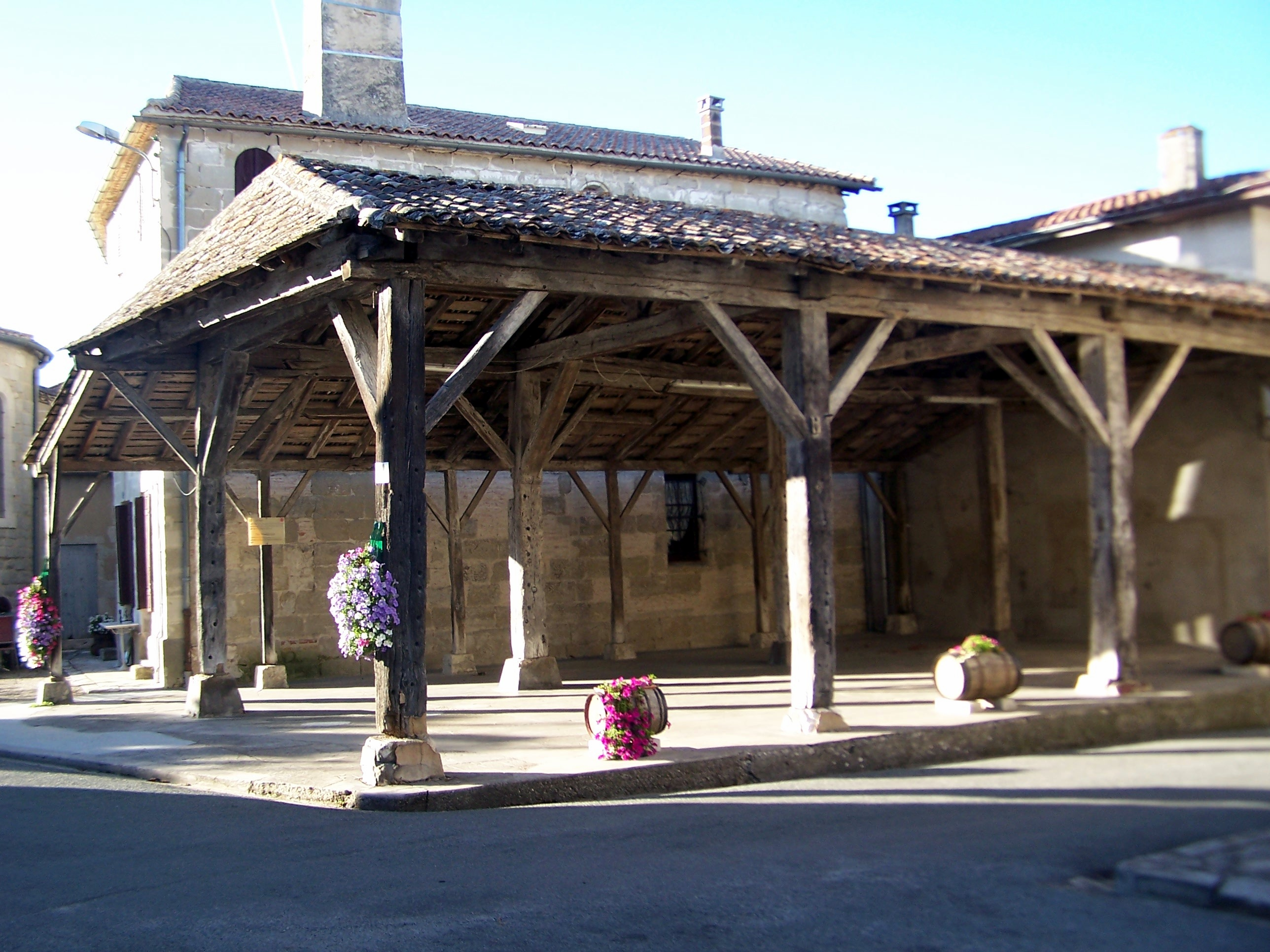
Alte Markthalle (halle)

- Die Ursprünge der Kirche Saint-Eutrope reichen möglicherweise bis ins 10. Jahrhundert oder noch weiter zurück. Der heutige Bau hat noch eine romanische Apsis; das Kirchenschiff wurde jedoch im 15. Jahrhundert erneuert und auf der Nordseite um ein Seitenschiff erweitert. Im 18. und 19. Jahrhundert erfuhr die Kirche erneute Umgestaltungen – so stammt der Glockenturm erst aus den 1840er Jahren. Das Kirchenschiff ist von einer an den Außenseiten leicht gewölbten Holzdecke überspannt. Der Bau wurde im Jahr 1994 als Monument Historique eingestuft.[3] An den Wänden findet sich ein Freskenzyklus aus der Zeit um 1600 mit Szenen der Auferstehung, der Hölle etc. Dieser wurde im Jahr 1960 gesondert unter Schutz gestellt.[4]
- Von der ehemaligen Burg (château) des Ortes ist nur der Rest eines Rundturms erhalten. Dieser wurde im Jahr 1984 als Monument Historique eingestuft.[5]
- Das Dach der aus dem 16. Jahrhundert stammenden Markthalle (halle) ruht auf einem Dutzend Holzstützen.
- Eine zweite Markthalle (halle aux prunes) entstand nach dem Brand einer älteren im Jahr 1856. Ihr Dachstuhl ruht auf runden Steinpfeilern.
- Eine Brücke aus dem 18. Jahrhundert überquert den Dropt.
- Ein Waschhaus (lavoir) aus dem 19. Jahrhundert steht am Ortsrand.

## Persönlichkeit
- Pierre Deluns-Montaud (1845–1907), Minister und Parlamentsabgeordneter